# Лукашевич, Сильвиуш Болеславович
Сильвиуш Болеславович Лукашевич (пол. Silwiusz Łukaszewicz, 1850 — 1912) — российский инженер-архитектор, инженер путей сообщения; заслуженный профессор петербургского Института гражданских инженеров; действительный статский советник.

## Биография
Родился в 1850 году.
В 1873 году окончил Строительное училище Главного управления путей сообщения и публичных зданий и был оставлен в нём воспитателем; с 1875 года начал чтение лекций по отоплению и вентиляции, с 1876 года преподавал также проектирование мостов и железных дорог. Одновременно, учился в Институте инженеров путей сообщения.
С 1882 года — экстраординарный профессор Института гражданских инженеров, с 1900 года — ординарный.
В 1878 году появилось первое издание «Курса отопления и вентиляции» (3-е изд., испр. и доп. — Санкт-Петербург: паровая скоропечатня Я. И. Либермана, ценз. 1896.). В 1885 году он учредил «Товарищество по устройству отопления и вентиляции зданий», много работал и в области строительной механики, по предмету которой напечатал несколько статей в журнале «Зодчий». 
Умер в 1912 году.
Имел сына Николая, у которого были дочери: Елена (19.11.1906—?) и Кира (20.08.1913—?).